# Asplenium sagittatum
Asplenium sagittatum — вид рослин родини аспленієві (Aspleniaceae).

## Поширення, біологія
Населяє Середземномор'я, в тому числі південь Європи, північ Африки, острови Середземного моря, Близький Схід.